# Kartoffelschorf

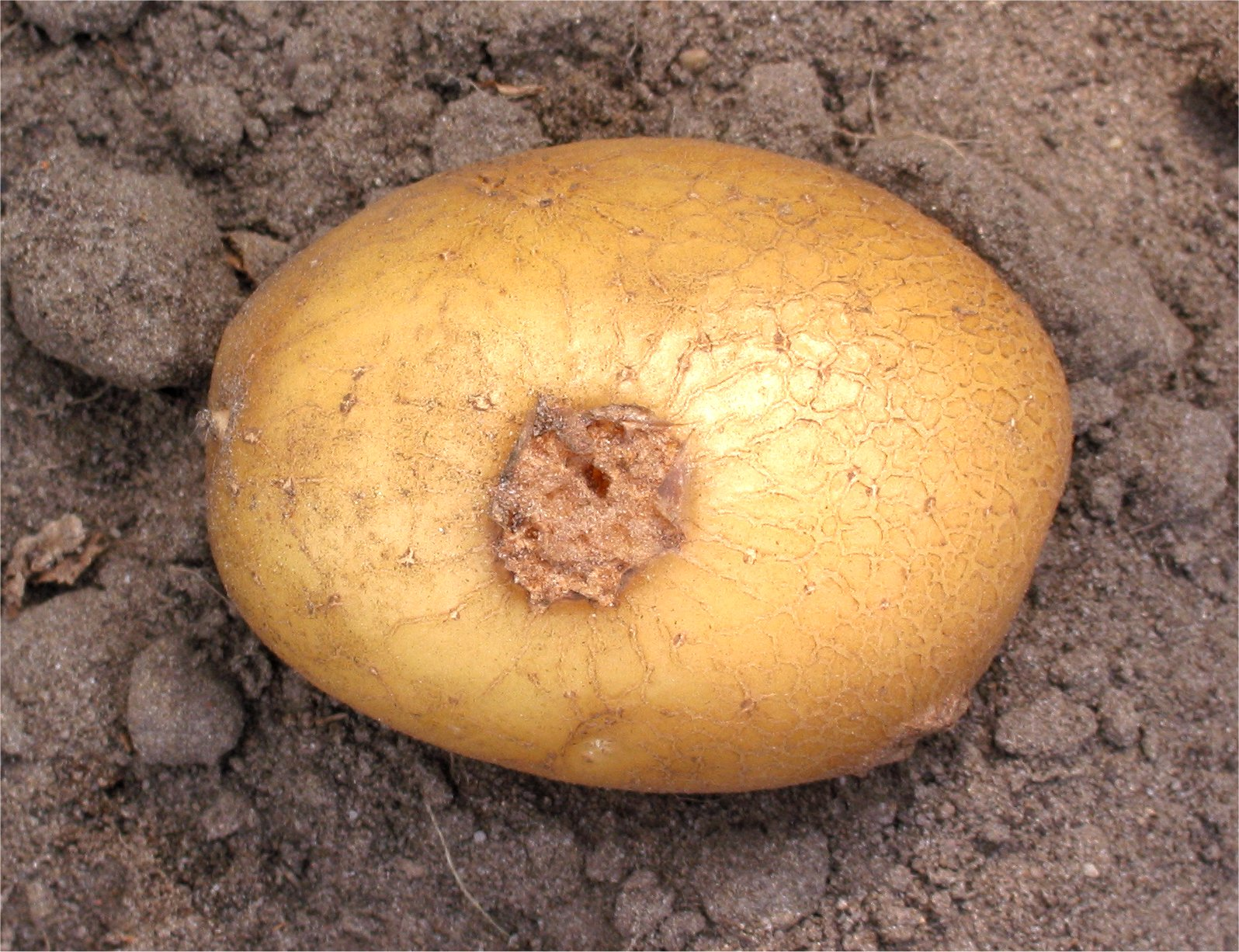
Kartoffelschorf

Kartoffelschorf ist eine von der Bakterienart Streptomyces scabiei (aus der Familie der Streptomycetaceae) verursachte Krankheit der Kartoffel (Solanum tuberosum).
Sie ist in allen Anbaugebieten verbreitet und tritt vor allem auf leichten Sandböden auf. Die Minderung der äußeren Qualität der Ernteknollen führt zu einem geringeren Marktwert als Speisekartoffeln. Wirtschaftliche Verluste entstehen durch höhere Sortierabgänge, erhöhte Schälverluste  mit einer eingeschränkten Lagerfähigkeit aufgrund stärkerer Feuchteverluste. Schorfstellen dienen oft als Eintrittspforte für andere Parasiten. Der Geschmack der Knollen wird durch den Schorfbefall nicht negativ beeinflusst. Die Auswirkungen auf den Ertrag sind gering. Der Pflanzgutwert wird nur bei extrem hohem Befall herabgesetzt.

## Schadbildbeschreibung
Der Kartoffelschorf zeigt keine Symptome an den Stauden, sondern ausschließlich an den Knollen. Generell bilden sich an der Knollenschale braune, korkrissige Flecken, die bei starkem Befall zu größeren verschorften Flächen zusammenfließen. Unterschieden werden folgende Formen, die jedoch ineinander übergehen können:
Flach- oder Netzschorf sind flache, auf der Knolle aufliegende, pustel- oder netzartige Befallsstellen mit rauer und borkiger Oberfläche, die durch äußere, abgestorbene Gewebelagen entstehen. Sie sind ungleichmäßig auf der Knollenoberfläche verteilt. Beim Tiefschorf ist das Knollengewebe kraterförmig in die Knolle eingesunken. Es entstehen wenige Millimeter tiefe, furchige Narben mit aufgeworfenen Rändern. Der Buckelschorf entsteht durch die Bildung neuen Gewebes unter den Schadstellen. Hierdurch bilden sich pustelartige, aufgeworfene Befallsstellen. Die Ausprägung der verschiedenen Schorfformen erfolgt relativ spät. Sie ist stark von den herrschenden Witterungsbedingungen abhängig.

## Biologie in Kürze
Das im Boden zu findende Bakterium Streptomyces scabiei (zuvor fälschlicherweise als Streptomyces scabies bezeichnet) gehört zu den grampositiven Bakterien. Daneben gibt es noch weitere Vertreter der Gattung Streptomyces, die die Krankheit Kartoffelschorf verursachen können. Befallen werden ausschließlich heranwachsende Knollen im Boden durch ein Eintreten des Erregers über Wunden, Lentizellen (Atemöffnungen) oder auch durch die unverletzte Schale junger Knollen. Die Befallsanfälligkeit ist in den ersten 10–14 Tagen des Knollenansatzes am höchsten. Hohe Temperaturen und Trockenheit während des Knollenansatzes begünstigen den Befall. Da der Erreger sehr sauerstoffbedürftig ist, besteht eine Befallsgefahr eher auf leichten, gut durchlüfteten Böden. Die beteiligten Bakterien bevorzugen zudem höhere pH-Werte, in einem Nährmedium wachsen sie nur, wenn der pH-Wert über 5,0 liegt. In Böden mit pH-Werten unter 5,5 kommt Schorfbefall nur sehr selten vor.

## Regulierungsstrategien

### Vorbeugende Maßnahmen
Im Vordergrund sollte der Anbau widerstandsfähiger Sorten stehen. Die Schorfanfälligkeit ist in der Sortenliste des Bundessortenamtes ausgewiesen. Empfindlich sind z. B. die Sorten „Agria“ oder „Désirée“. Abgestimmte Fruchtfolgen mindern das Befallsrisiko. Eine Gründüngung mit Luzerne, Wicken oder Roggen und die damit verbundene Förderung von im Boden lebenden Antagonisten (z. B. Bacillus subtilis) führt zu einer Befallsreduktion. Andererseits kann nach Anbau von Rüben, die auch zum Wirtskreis des Erregers gehören, der Befall ansteigen. Besonders auf den gefährdeten leichten und lockeren Standorten kann Schorfbefall sehr effektiv mit einer gezielten Beregnung während der Zeit des Knollenansatzes verhindert werden, da Sauerstoff durch das Beregnungswasser aus dem Dammbereich verdrängt wird. Ebenso sollte die Intensität der mechanischen Pflege im Hinblick auf die Durchlüftung des Dammes auf das notwendige Maß beschränkt bleiben. Eine Aufkalkung im Jahr vor dem Kartoffelanbau sollte auf Problemstandorten vermieden werden.
Direkte Bekämpfungsmöglichkeiten gibt es nicht. Pflanzenschutzmittel sind nicht verfügbar. Bei der Anwendung von Bacillus subtilis-Präparaten als Pflanzgutbeizung wurde bei einigen Untersuchungen eine Reduktion des Schorfbefalls festgestellt, bei anderen Untersuchungen konnte keine Wirkung nachgewiesen werden.